# Steenheggenmus
De steenheggenmus (Prunella ocularis) is een zangvogel uit de familie van heggenmussen (Prunellidae).

## Verspreiding en leefgebied
Deze soort komt voor in de bergen van Turkije, Armenië, noordelijk Georgië en West-Azië
Er zijn twee ondersoorten:
- P. o. ocularis (Radde, 1884) berggebieden in Midden- en Oost-Turkije en de Zuidelijke Kaukasus tot het zuiden van Turkmenistan, Iran en Afghanistan.
- P. o. fagani (Ogilvie-Grant, 1913) berggebieden in Jemen (Arabische heggenmus)